# Назлыака, Айлин
Айлин Назлыака (род. 3 декабря 1968 г., Анкара) — турецкий политик.

## Биография
Получила в Ближневосточном техническом университете степень бакалавра в области экономики. Прошла обучение в школе управления им. Джона Ф. Кеннеди. После этого работала в частном секторе. В возрасте 24 лет открыла предприятие «HRM Consulting». Вскоре оно стало одним из наиболее успешных в своей сфере. Назлыака стала одним из ведущих специалистов Турции в области менеджмента и трудовых ресурсов.
Часто выступала на национальных и международных конференциях. Публиковалась в ряде журналов. Также читала лекции Билькентском университете.

### Политическая карьера
По предложению членов республиканской народной партии (РНП) занялась политикой, в 2010 году была избрана членом партийной ассамблеи. В 2011 году она была избрана от РНП в парламент. В феврале 2016 года она заявила, что один из депутатов РНП снял портрет Ататюрка, висевший на стене парламента. Это заявление разбиралось на дисциплинарном комитете партии, который принял решение об исключении Айлин из РНП.
19 января 2017 Айлин приковала себя наручниками к трибуне в знак протеста против расширения прав президента Турции Реджепа Эрдогана

### Личная жизнь
Замужем, двое детей.